# Topher Grace
Christopher John (Topher) Grace (New York, 12 juli 1978) is een Amerikaanse acteur. Hij speelde onder meer Eric Forman in de sitcom That '70s Show gedurende de eerste zeven seizoenen dat deze show liep.

## Levensloop

### Jonge jaren
Grace werd geboren als zoon van Patricia, een kantoormedewerkster en assistent van het schoolhoofd van de New Canaan Country School in New Canaan (Connecticut), en John Grace, een zakenman. Hij heeft een zus genaamd Jenny. Grace groeide op in Darien (Connecticut), waar hij actrice Kate Bosworth kende. Hij speelde in enkele toneelstukken van de middelbare school met Chloë Sevigny. Hij besloot op de middelbare school de naam Topher aan te nemen, omdat hij het vervelend vond dat men zijn echte naam steeds afkortte tot Chris.
Grace ging naar de Fay School in Southborough (Massachusetts) en Brewster Academy in Wolfeboro (New Hampshire), waar de producer van That '70s Show hem ontdekte (zijn dochter zat ook op die school). Hij zag Grace spelen in een plaatselijke toneelproductie van A Funny Thing Happened on the Way to the Forum.

### Carrière
Grace kreeg de rol van Eric Forman in That '70s Show, die debuteerde in 1998. De sitcom was succesvol en Grace raakte bekend bij veel tv-kijkers. Hij speelde de rol tot en met 2005, waarna hij de serie verliet voor een carrière als filmacteur. De serie zelf eindigde in 2006. Grace had nog wel een gastoptreden in de laatste aflevering.
Grace ging studeren aan de University of Southern California, maar vertrok al tijdens zijn eerste jaar om zich te concentreren op zijn acteercarrière. Hij kreeg een rol in Steven Soderberghs Traffic (2000). Tevens had hij een cameorol in Ocean's Eleven (2001) en Ocean's Twelve (2004), maar in beide gevallen werd hij niet genoemd in de aftiteling.
In 2004 had Grace grote rollen in twee films: hij speelde de hoofdrollen in Win a Date with Tad Hamilton! en In Good Company. Datzelfde jaar was Grace te zien in de film P.S., die maar in een beperkt aantal bioscopen was te zien. Grace’ werk in P.S. en In Good Company werd erkend door de National Board of Review van films in de categorie "Breakthrough Performance by an Actor". In 2005 presenteerde Grace Saturday Night Live.
Grace speelde in 2007 de rol van Edward "Eddie" Brock Junior in Spider-Man 3, en in 2011 was hij te zien in de komedie Take Me Home Tonight. Daarnaast was hij te zien in The Crusaders, een drama over de Brown v. Board of Education-rechtszaak, waarin hij de rol vertolkt van Jack Greenberg.

## Filmografie

### Film
- Heretic (2024)
- Irresistible (2020)
- Breakthrough (2019)
- BlacKkKlansman (2018)
- War Machine (2017) - Cory Staggart
- American Ultra (2015) - Yates
- Truth (2015) - Mike Smith
- Interstellar (2014) - Getty
- Playing It Cool (2014) - Scott
- The Calling (2014) - Ben Wingate
- Don Peyote (2014) - Glavin Culpepper
- The Big Wedding (2013) - Jared Griffin
- Gently Down the Stream (2012)
- Keep Coming Back (2012) - Campbell Ogburn
- The Giant Mechanical Man (2012) - Doug
- Crocodile Tears (2011)
- Too Big to Fail (2011) - Jim Wilkinson
- The Double (2011) - Agent Ben Geary
- Take Me Home Tonight (2011) - Matt Franklin
- Predators (2010) - Edwin
- Death Bed Subtext (2010) - Ben
- Valentine's Day (2010) - Jason Morris
- Personal Effects (2009) - Clay (stem)
- Spider-Man 3 (2007) - Eddie Brock/Venom
- In Good Company (2004) - Carter Duryea
- Ocean's Twelve (2004) - Zichzelf
- P.S. (2004) - F. Scott Feinstadt
- Win a Date with Tad Hamilton! (2004) - Pete Monash
- Mona Lisa Smile (2003) - Tommy Donegal
- Pinocchio (2002) - Leonardo (stem)
- Ocean's Eleven (2001) - Zichzelf
- Traffic (2000) - Seth Abrahams

### Televisie
- Black Mirror (2019) – Billy Bauer (1 aflevering)
- That '70s Show (1998–2006) - Eric Forman (180 afl)

- Bibliothèque nationale de France: cb14623314d (data)
- Gemeinsame Normdatei: 1019538759
- International Standard Name Identifier: 0000 0000 5434 5339
- Library of Congress Control Number: no2004095610
- Nationale Bibliotheek van Tsjechië: xx0167603
- Nationale Bibliotheek van Israël: 987007457266305171
- Nationale Bibliotheek van Polen: a0000002241512
- Nederlandse Thesaurus van Auteursnamen: 311481183
- Système universitaire de documentation: 154804428
- Virtual International Authority File: 69184744
- WorldCat: E39PBJfmtJryjTMCV4yGH3DjG3